# Черемисина, Нина Викторовна
Ни́на Ви́кторовна Череми́сина (14 декабря 1946, Псков, РСФСР, СССР) — советская гребчиха, серебряный и бронзовый призёр Олимпийских игр. Заслуженный мастер спорта СССР (1979).

## Карьера
На Олимпиаде в Москве Нина в составе парной четвёрки с рулевым выиграла серебряную медаль, а в составе распашной четвёрки с рулевым завоевала бронзу. В обоих экипажах Черемисина была рулевой.
Нина Черемисина является трёхкратной чемпионкой мира, восьмикратной чемпионкой СССР и победительницей соревнований «Дружба-84».